# Saphobius edwardsi
Saphobius edwardsi là một loài bọ cánh cứng trong họ Bọ hung (Scarabaeidae).